# Menjant patates
Menjant patates (Aardappeleters) és una pintura a l'oli realitzada per Van Gogh l'any 1885 i actualment exposada al Museu van Gogh, a Amsterdam. La va pintar a Nuenen, als Països Baixos, on Van Gogh va fer llargs estudis preliminars per la realització d'aquesta obra, buscant sistemàticament de renovar-ne la composició i l'expressió. Durant el mes de març i el començament d'abril de 1885 en va fer tot d'esbossos, que enviaria al seu germà Theo, sense que aquest quedés gaire content. Va treballar en el quadre des del 13 d'abril fins a començaments de maig, quan ja el donava per acabat, amb l'excepció de canvis menors que faria amb un pinzell petit més tard el mateix any. La versió conservada al Museu Kröller-Müller d'Otterlo és un estudi preliminar a l'oli.
Van Gogh volia pintar els pagesos tal com eren. Intencionadament escollia models lletjos, pensant que romandrien tal com eren a la seva obra acabada:
| «                   | Veus, vull fer-ho de tal manera que la gent comprengui que aquests personatges, que mengen les patates a la llum d'una petita làmpada, han treballat la terra amb les mateixes mans que s'alimenten, i això parla del treball manual i revela honestament que s'han guanyat el menjar. Li volia donar l'aparença d'una manera de viure diferent a la nostra, a la de la gent civilitzada. I no vull que la gent l'admiri o l'aprovi sense saber-ne el perquè. | » |
| — Vincent van Gogh, | |   |

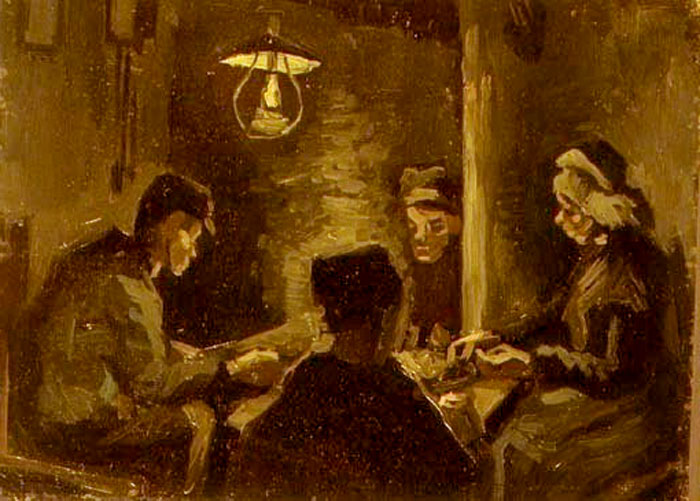
Estudi de "Menjant patates"

En una carta a la seva germana escrita dos anys més tard, van Gogh encara considerava que aquesta era la seva millor obra. Tanmateix, l'obra va ser criticada pel seu amic Anthon van Rappard, i això tingué un greu efecte en la confiança de Vincent van Gogh, qui li respongué: "Tu… no tenies dret a condemnar la meva obra d'aquella manera" (juliol 1885) i, temps després: "Sempre estic fent allò que encara no puc fer per tal d'aprendre com es fa" (Setembre 1885).

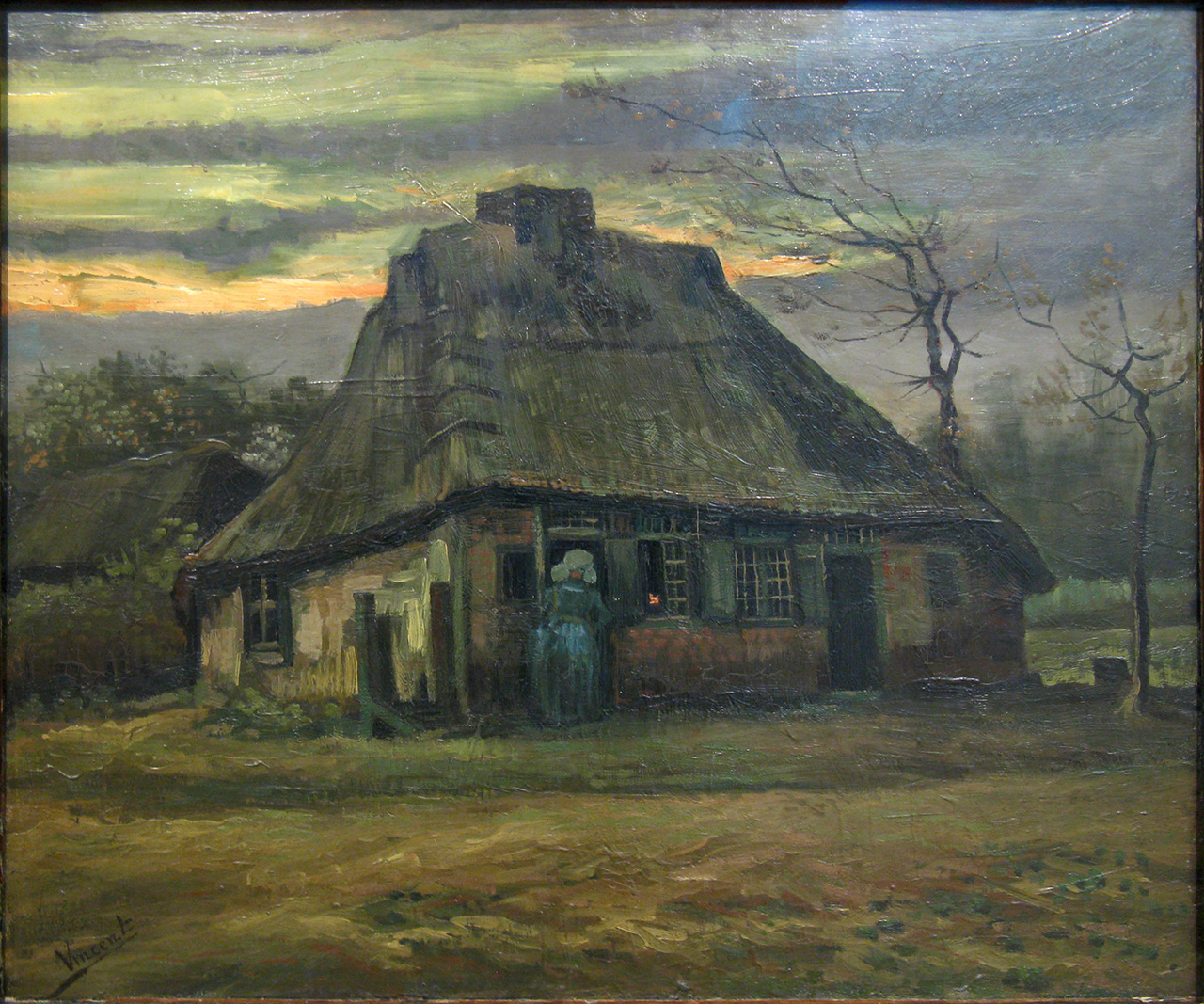
El mas, 1885, Museu Van Gogh, Amsterdam (F83). En aquest mas hi vivien dues famílies, entre elles els de Groots, que foren els protagonistes de Menjant patates

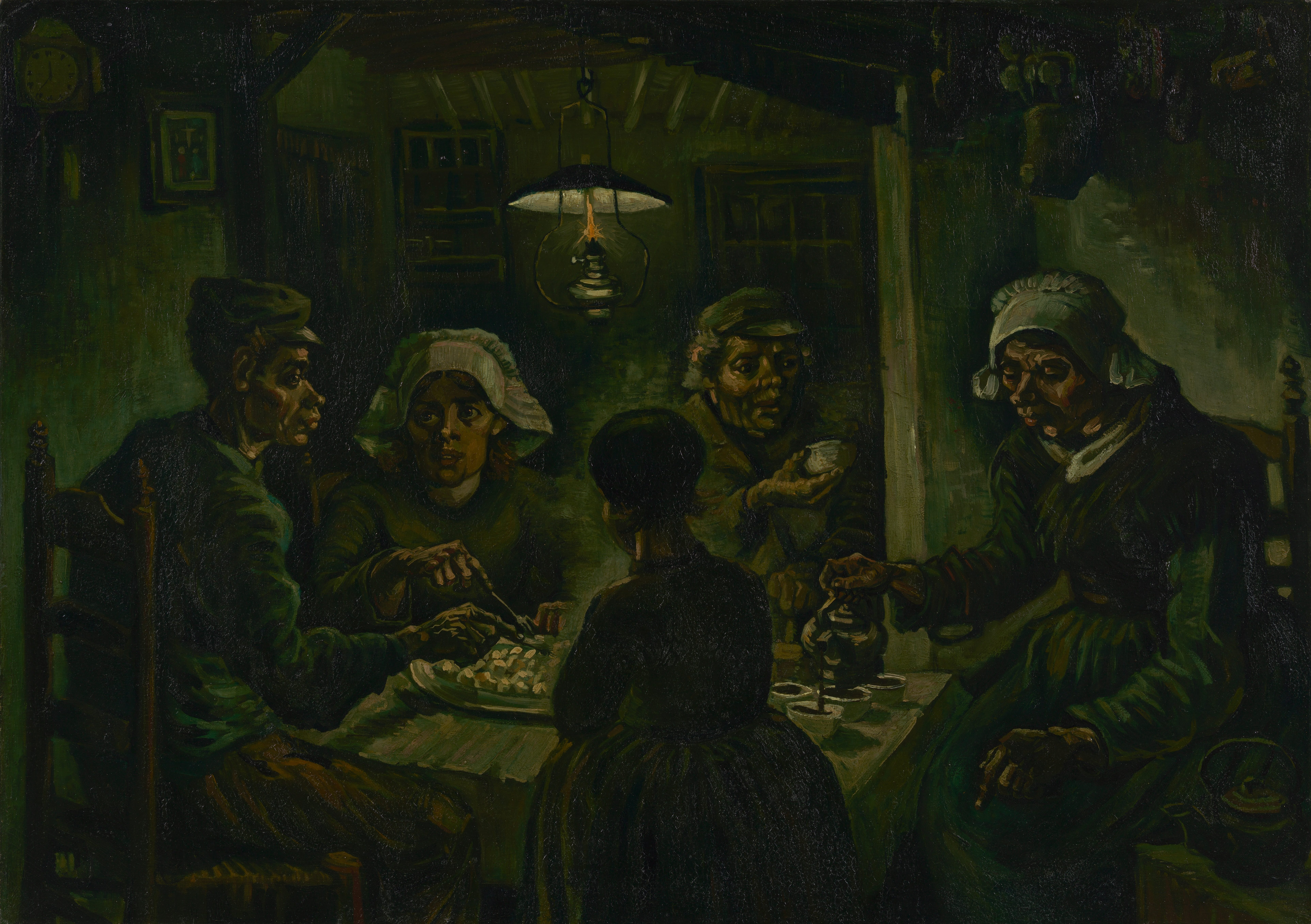
Menjant patates, 1885, Museu Van Gogh, Amsterdam
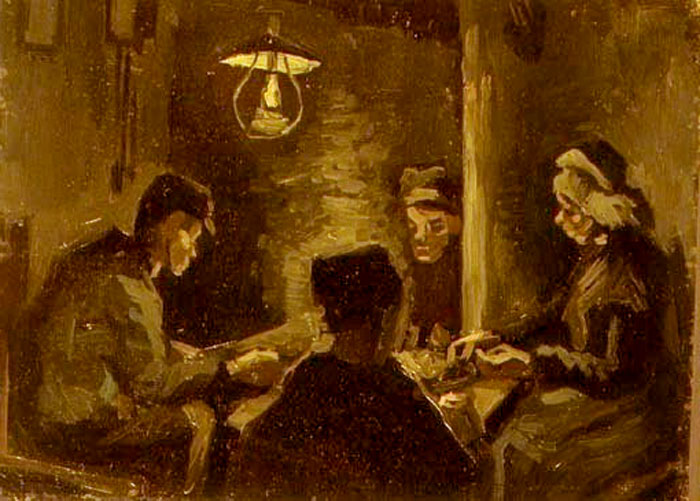
Menjant patates. Estudi
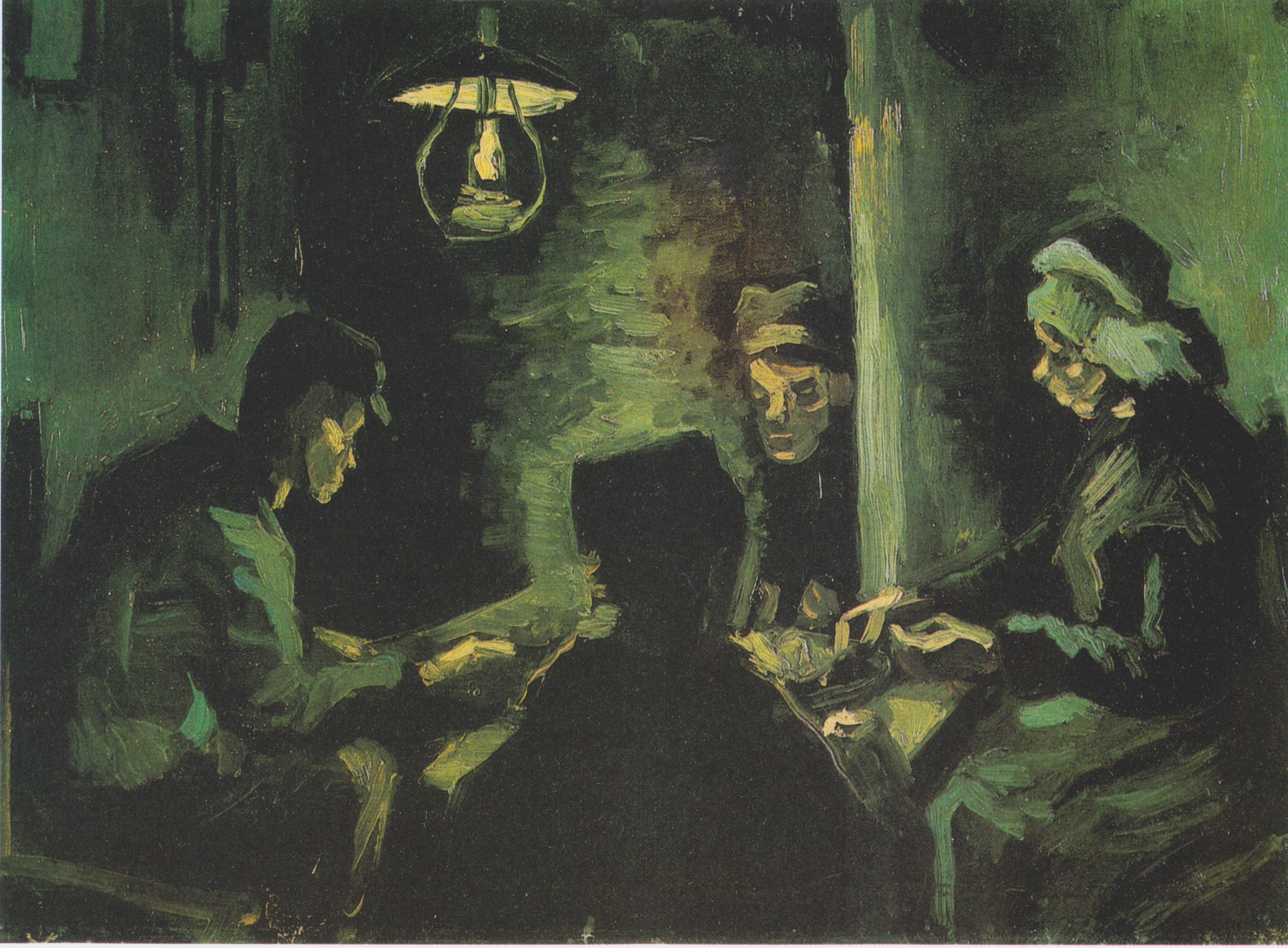
Menjant patates. Estudi, 1885, Col·lecció privada (F77r)
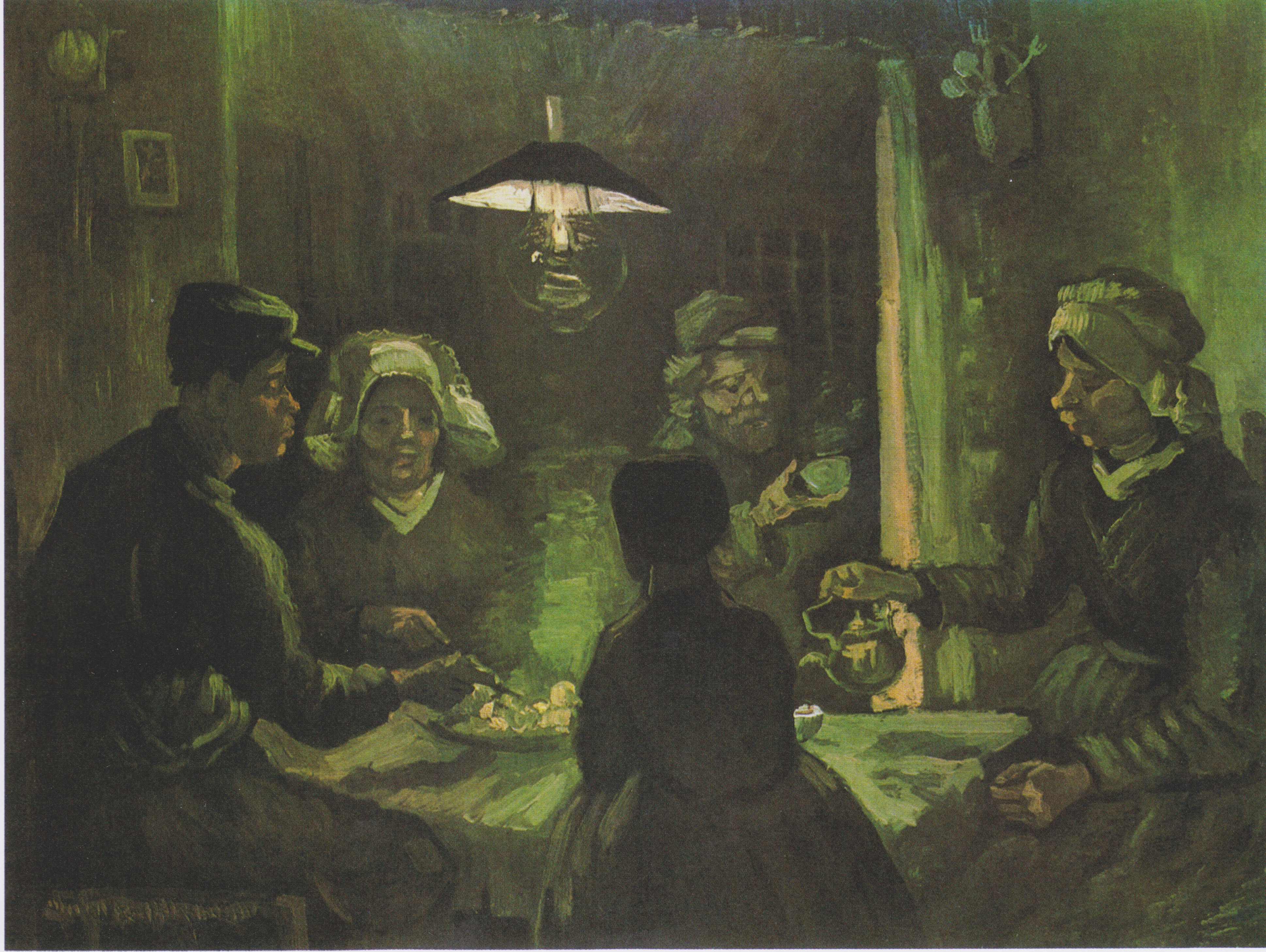
Menjant patates. Estudi, 1885, Museu Kröller-Müller, Otterlo (F78)
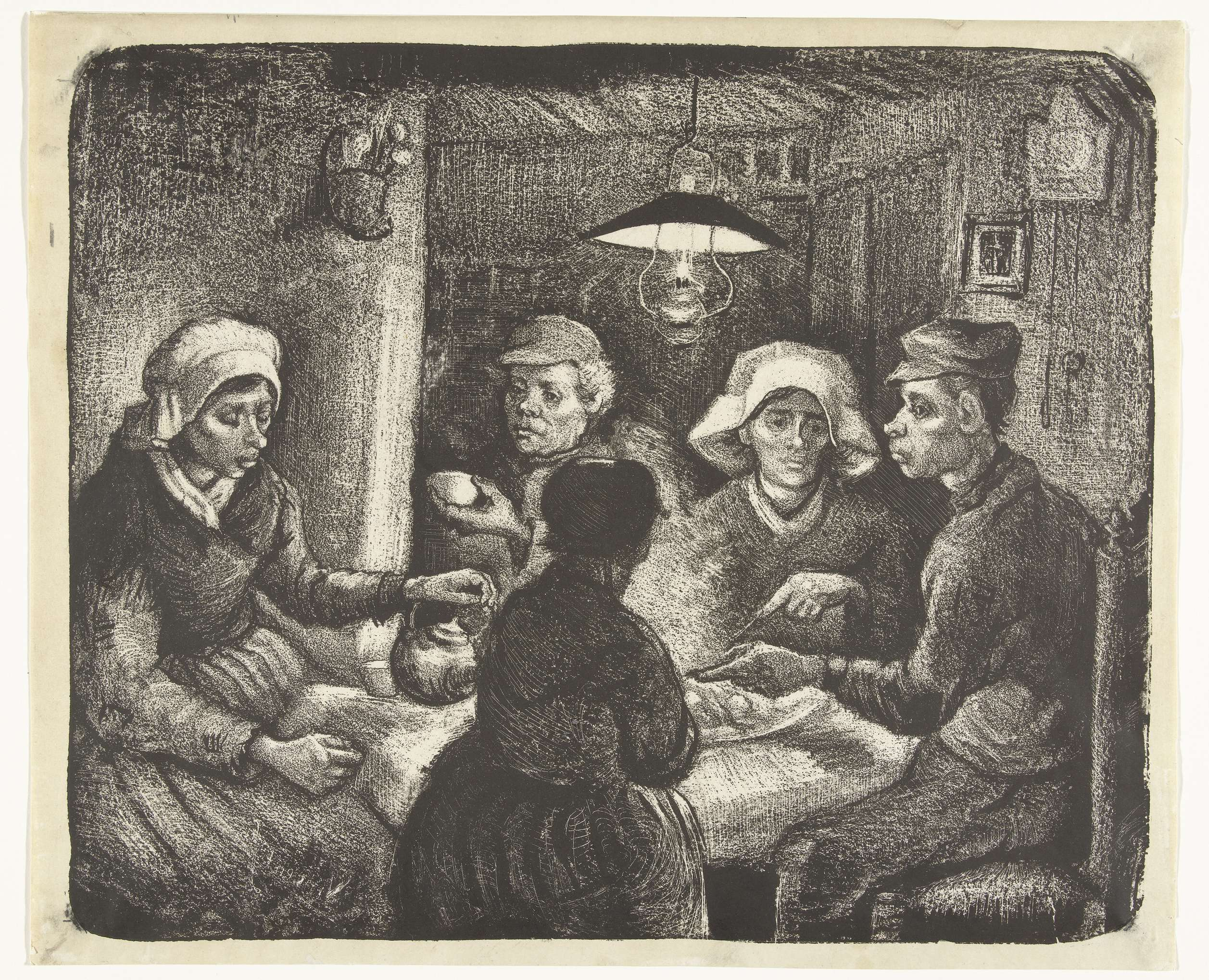
Menjant patates, litografia (Abril 1885), imatge invertida, Museo Thyssen-Bornemisza, Madrid (F082)

## Menjant patates. Estudi (litografia)

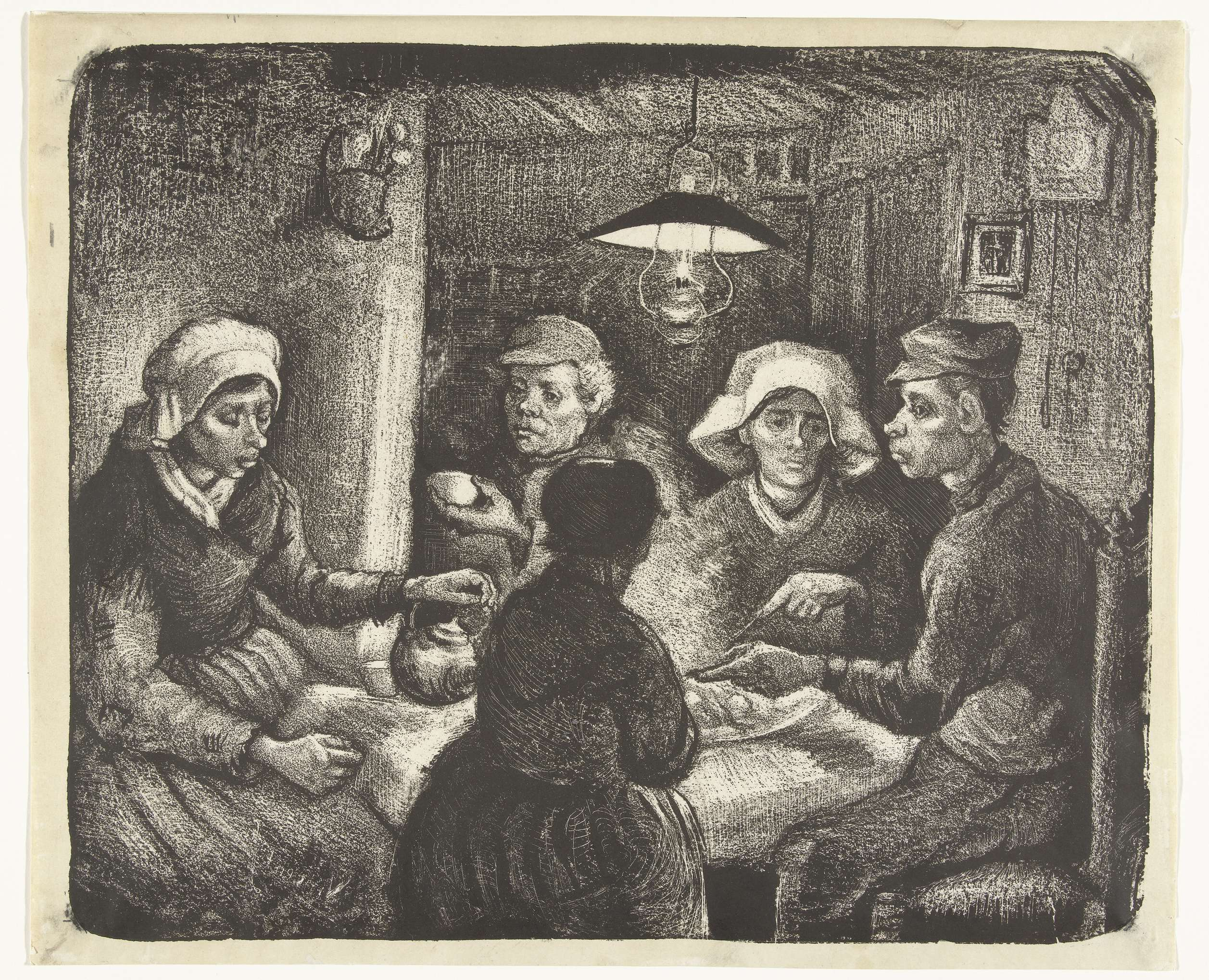
Litografia (Abril 1885), imatge invertida, Museo Thyssen-Bornemisza, Madrid

Van Gog va fer un estudi de l'obra en una litografia abans d'embrancar-se en l'execució de la pintura. Va enviar impressions al seu germà, i en una carta posterior explica que va elaborar la litografia de memòria en un sol dia.
Van Gogh havia experimentat amb la litografia a La Haia el 1882. Tot i que apreciava el treball minuciós i era un col·leccionista entusiasta de gravats anglesos, va treballar relativament poc l'obra gràfica. En una carta datada al voltant del 3 de desembre de 1882, van Gogh remarca:
| «                   | Crec que seria un greu error imaginar que coses com el gravat La Gràcia (una família de llenyataires o pagesos a taula) foren creats en la seva forma final d'una sola vegada. No, en la majoria de casos la solidesa del treball menut només s'obté després d'un estudi molt més seriós del que s'imaginen aquells que pensen amb lleugeresa sobre l'art de la il·lustració… De totes maneres, algunes pintures semblen molt substancials un cop llueixen marcs imponents, però després un s'adona que el sentiment que deixen és buit i insatisfactori. D'altra banda, un contempla massa sovint una xilografia, una litografia o un gravat sense pretensions, però amb el pas del temps hi percep quelcom important, i s'hi sent més i més unit. | » |
| — Vincent van Gogh, | |   |